# Wereldkampioenschap superbike van Oschersleben 2004
Het wereldkampioenschap superbike van Oschersleben 2004 was de vijfde ronde van het wereldkampioenschap superbike en het wereldkampioenschap Supersport 2004. De races werden verreden op 30 mei 2004 op de Motorsport Arena Oschersleben nabij Oschersleben, Duitsland.

## Superbike

### Race 1
| Pos | Nr | Rijder               | Constructeur | Rondes | Tijd         | Grid | Punten |
| --- | -- | -------------------- | ------------ | ------ | ------------ | ---- | ------ |
| 1   | 41 | Noriyuki Haga        | Ducati       | 28     | 41:49.906    | 2    | 25     |
| 2   | 52 | James Toseland       | Ducati       | 28     | +5.164       | 8    | 20     |
| 3   | 7  | Pierfrancesco Chili  | Ducati       | 28     | +5.323       | 4    | 16     |
| 4   | 4  | Troy Corser          | Petronas     | 28     | +13.024      | 1    | 13     |
| 5   | 99 | Steve Martin         | Ducati       | 28     | +20.182      | 6    | 11     |
| 6   | 55 | Régis Laconi         | Ducati       | 28     | +24.754      | 3    | 10     |
| 7   | 91 | Leon Haslam          | Ducati       | 28     | +27.300      | 12   | 9      |
| 8   | 72 | Jürgen Oelschläger   | Honda        | 28     | +30.508      | 11   | 8      |
| 9   | 24 | Garry McCoy          | Ducati       | 28     | +32.261      | 10   | 7      |
| 10  | 6  | Mauro Sanchini       | Kawasaki     | 28     | +37.660      | 13   | 6      |
| 11  | 8  | Ivan Clementi        | Kawasaki     | 28     | +45.800      | 17   | 5      |
| 12  | 69 | Gianluca Nannelli    | Ducati       | 28     | +48.708      | 14   | 4      |
| 13  | 34 | Andreas Meklau       | Suzuki       | 28     | +52.478      | 18   | 3      |
| 14  | 5  | Piergiorgio Bontempi | Suzuki       | 28     | +1:01.527    | 16   | 2      |
| 15  | 17 | Chris Vermeulen      | Honda        | 28     | +1:03.796    | 5    | 1      |
| 16  | 25 | Alessio Velini       | Yamaha       | 28     | +1:06.945    | 20   |        |
| 17  | 50 | Miguel Praia         | Ducati       | 27     | +1 ronde     | 23   |        |
| 18  | 33 | Carl Berthelsen      | Suzuki       | 27     | +1 ronde     | 26   |        |
| DNF | 19 | Lucio Pedercini      | Ducati       | 22     | Uitgevallen  | 15   |        |
| DNF | 20 | Marco Borciani       | Ducati       | 10     | Ongeluk      | 19   |        |
| DNF | 23 | Jiří Mrkývka         | Ducati       | 10     | Uitgevallen  | 21   |        |
| DNF | 48 | David García         | Ducati       | 8      | Uitgevallen  | 24   |        |
| DNF | 71 | Michael Schulten     | Honda        | 6      | Ongeluk      | 9    |        |
| DNF | 9  | Chris Walker         | Petronas     | 5      | Uitgevallen  | 7    |        |
| DNS | 12 | Warwick Nowland      | Suzuki       | 0      | Niet gestart |      |        |
| DNS | 16 | Sergio Fuertes       | Suzuki       | 0      | Niet gestart |      |        |

### Race 2
| Pos | Nr | Rijder               | Constructeur | Rondes | Tijd         | Grid | Punten |
| --- | -- | -------------------- | ------------ | ------ | ------------ | ---- | ------ |
| 1   | 55 | Régis Laconi         | Ducati       | 28     | 41:50.459    | 3    | 25     |
| 2   | 52 | James Toseland       | Ducati       | 28     | +21.549      | 8    | 20     |
| 3   | 91 | Leon Haslam          | Ducati       | 28     | +24.685      | 12   | 16     |
| 4   | 24 | Garry McCoy          | Ducati       | 28     | +27.413      | 10   | 13     |
| 5   | 69 | Gianluca Nannelli    | Ducati       | 28     | +30.621      | 14   | 11     |
| 6   | 6  | Mauro Sanchini       | Kawasaki     | 28     | +36.000      | 13   | 10     |
| 7   | 9  | Chris Walker         | Petronas     | 28     | +42.083      | 7    | 9      |
| 8   | 17 | Chris Vermeulen      | Honda        | 28     | +46.944      | 5    | 8      |
| 9   | 8  | Ivan Clementi        | Kawasaki     | 28     | +47.021      | 17   | 7      |
| 10  | 34 | Andreas Meklau       | Suzuki       | 28     | +47.239      | 18   | 6      |
| 11  | 5  | Piergiorgio Bontempi | Suzuki       | 28     | +55.920      | 16   | 5      |
| 12  | 25 | Alessio Velini       | Yamaha       | 28     | +57.480      | 20   | 4      |
| 13  | 23 | Jiří Mrkývka         | Ducati       | 27     | +1 ronde     | 21   | 3      |
| 14  | 33 | Carl Berthelsen      | Suzuki       | 27     | +1 ronde     | 26   | 2      |
| NC  | 20 | Marco Borciani       | Ducati       | 8      | +20 ronden   | 19   |        |
| DNF | 41 | Noriyuki Haga        | Ducati       | 22     | Uitgevallen  | 2    |        |
| DNF | 99 | Steve Martin         | Ducati       | 17     | Ongeluk      | 6    |        |
| DNF | 50 | Miguel Praia         | Ducati       | 16     | Uitgevallen  | 23   |        |
| DNF | 4  | Troy Corser          | Petronas     | 14     | Ongeluk      | 1    |        |
| DNF | 72 | Jürgen Oelschläger   | Honda        | 13     | Ongeluk      | 11   |        |
| DNF | 71 | Michael Schulten     | Honda        | 11     | Uitgevallen  | 9    |        |
| DNF | 7  | Pierfrancesco Chili  | Ducati       | 6      | Ongeluk      | 4    |        |
| DNF | 19 | Lucio Pedercini      | Ducati       | 6      | Uitgevallen  | 15   |        |
| DNF | 48 | David García         | Ducati       | 3      | Uitgevallen  | 24   |        |
| DNS | 12 | Warwick Nowland      | Suzuki       | 0      | Niet gestart |      |        |
| DNS | 16 | Sergio Fuertes       | Suzuki       | 0      | Niet gestart |      |        |

## Supersport
| Pos | Nr | Rijder                   | Constructeur | Rondes | Tijd                | Grid | Punten |
| --- | -- | ------------------------ | ------------ | ------ | ------------------- | ---- | ------ |
| 1   | 31 | Karl Muggeridge          | Honda        | 28     | 42:41.262           | 1    | 25     |
| 2   | 23 | Broc Parkes              | Honda        | 28     | +0.628              | 6    | 20     |
| 3   | 16 | Sébastien Charpentier    | Honda        | 28     | +3.229              | 2    | 16     |
| 4   | 2  | Stéphane Chambon         | Suzuki       | 28     | +17.240             | 15   | 13     |
| 5   | 76 | Max Neukirchner          | Honda        | 28     | +17.419             | 8    | 11     |
| 6   | 37 | Katsuaki Fujiwara        | Suzuki       | 28     | +17.707             | 10   | 10     |
| 7   | 4  | Jurgen van den Goorbergh | Yamaha       | 28     | +25.823             | 13   | 9      |
| 8   | 93 | Christian Kellner        | Yamaha       | 28     | +25.952             | 7    | 8      |
| 9   | 8  | Alessio Corradi          | Honda        | 28     | +31.111             | 16   | 7      |
| 10  | 57 | Lorenzo Lanzi            | Ducati       | 28     | +32.228             | 20   | 6      |
| 11  | 46 | Barry Veneman            | Suzuki       | 28     | +36.987             | 14   | 5      |
| 12  | 10 | Kai Børre Andersen       | Kawasaki     | 28     | +37.635             | 12   | 4      |
| 13  | 18 | Denis Sacchetti          | Honda        | 28     | +41.521             | 19   | 3      |
| 14  | 71 | Werner Daemen            | Honda        | 28     | +43.487             | 11   | 2      |
| 15  | 45 | Sébastien Le Grelle      | Honda        | 28     | +44.127             | 23   | 1      |
| 16  | 24 | Matthieu Lagrive         | Suzuki       | 28     | +59.485             | 28   |        |
| 17  | 15 | Matteo Baiocco           | Yamaha       | 28     | +1:15.889           | 25   |        |
| 18  | 19 | Walter Tortoroglio       | Suzuki       | 28     | +1:16.143           | 27   |        |
| 19  | 96 | Dean Ellison             | Honda        | 28     | +1:22.813           | 29   |        |
| DNF | 99 | Fabien Foret             | Yamaha       | 22     | Uitgevallen         | 4    |        |
| DNF | 20 | Vittorio Iannuzzo        | Suzuki       | 14     | Ongeluk             | 26   |        |
| DNF | 9  | Tekkyu Kayoh             | Yamaha       | 11     | Uitgevallen         | 17   |        |
| DNF | 11 | Kevin Curtain            | Yamaha       | 9      | Ongeluk             | 3    |        |
| DNF | 51 | Roman Stamm              | Suzuki       | 8      | Uitgevallen         | 5    |        |
| DNF | 64 | Jarno Janssen            | Suzuki       | 5      | Ongeluk             | 18   |        |
| DNF | 73 | Jesco Günther            | Honda        | 4      | Uitgevallen         | 30   |        |
| DNF | 44 | Iain MacPherson          | Honda        | 3      | Ongeluk             | 9    |        |
| DNF | 72 | Arne Tode                | Yamaha       | 2      | Ongeluk             | 24   |        |
| DNF | 22 | Stefano Cruciani         | Kawasaki     | 2      | Ongeluk             | 22   |        |
| DNF | 25 | Giovanni Bussei          | Ducati       | 0      | Ongeluk             | 21   |        |
| DNQ | 56 | Sahar Zvik               | Honda        | 0      | Niet gekwalificeerd |      |        |

## Tussenstanden na wedstrijd

### Superbike
| Pos | Nr | Rijder              | Team   | Punten |
| --- | -- | ------------------- | ------ | ------ |
| 1   | 52 | James Toseland      | Ducati | 157    |
| 2   | 55 | Régis Laconi        | Ducati | 155    |
| 3   | 7  | Pierfrancesco Chili | Ducati | 113    |
| 4   | 24 | Garry McCoy         | Ducati | 107    |
| 5   | 41 | Noriyuki Haga       | Ducati | 94     |

### Supersport
| Pos | Nr | Rijder                   | Team   | Punten |
| --- | -- | ------------------------ | ------ | ------ |
| 1   | 31 | Karl Muggeridge          | Honda  | 87     |
| 2   | 4  | Jurgen van den Goorbergh | Yamaha | 82     |
| 3   | 23 | Broc Parkes              | Honda  | 53     |
| 4   | 11 | Kevin Curtain            | Yamaha | 47     |
| 5   | 37 | Katsuaki Fujiwara        | Suzuki | 44     |

1997 · 2000 · 2001 · 2002 · 2003 · 2004